# Кембар
Кембар (індонез. Kembar, значить: «Подвійний») — щитовий вулкан, що знаходиться на острові Суматра в Індонезії. Висота складає 2245 м. Ймовірно, останнє виверження відбулося в період плейстоцену. Вулкан покритий комплексом кратерів та конусів. Зараз вулкан проявляє невелику активність. Експлозивність вулкана за шкалою VEI не визначено.